# Hlamidioza
Hlamidioze su infektivne bolesti oka, disajnih puteva, pluća i urogenitalnog trakta uzrokovane nekim od bakterijskih tipova hlamidije. Chlamydia trachomatis je tip bakterije koja se prenosi putem seksa, a izaziva infekciju urogenitalnog trakta.
Termin hlamidioza se takođe odnosi na infekciju izazvanu bakterijama iz familije Chlamydiaceae. C. trachomatis je nađena samo kod ljudi.

## 
se prirodno nalazi samo unutar ljudskih ćelija. Hlamidija može biti preneta vaginalnim, analnim, ili oralnim seksom, i može biti preneta sa inficirane majke na njenu bebu tokom vaginalnog porođaja. Između trećine i tri četvrtine žena koje imaju hlamidiozu vrata materice nemaju simptome i ne znaju da su da imaju infekciju. Kod muškaraca, infekcija mokraćnih kanala (uretritis) je obično simptomatična. Praćena je belim sekretima iz penisa, sa ili bez bola tokom mokrenja (disurija). Ponekad se oboljenje raširi na gornji genitalni trakt kod žena (izazivajući inflamatornu bolest karlice) ili pasemenik kod muškaraca (izazivajući epididimitis). Ako se ne leče hlamidijalne infekcije mogu da izazovu ozbiljne reproduktivne i druge zdravstvene probleme.
Hlamidija konjunktivitis ili trahom je čest uzrok slepila širom sveta. Svetska zdravstvena organizacija (WHO) procenjuje da je bila odgovorna za 15% slučajeva slepila 1995. godine, ali samo 3.6% 2002.

## Literatura
1. ↑  „www.chlamydiae.com (professional) - Taxonomy diagram”. Архивирано из оригинала 18. 09. 2010. г. Приступљено 27. 10. 2007.
2. ↑  Chlamydia fact sheet from the Centers for Disease Control and Prevention
3. ↑  Thylefors B, Négrel AD, Pararajasegaram R, Dadzie KY (1995). „Global data on blindness” (PDF). Bull World Health Organ. 73 (1): 115—21. PMC 2486591 . PMID 7704921. Архивирано из оригинала (PDF) 25. 06. 2008. г. Приступљено 25. 05. 2011.
4. ↑  Resnikoff, S.; Pascolini, D.; Etya'ale D;  . (2004). „Global data on visual impairment in the year 2002” (PDF). Bull World Health Organ. 82 (11): 844—851. PMC 2623053 . PMID 15640920.
5. ↑  Belland R, Ojcius D, Byrne G (2004). „Chlamydia”. Nat Rev Microbiol. 2 (7): 530—1. PMID 15248311. doi:10.1038/nrmicro931.

|  | Molimo Vas, obratite pažnju na važno upozorenje u vezi sa temama iz oblasti medicine (zdravlja). |